# Sabinówka
Sabinówka (ukr. Сабанівка) – wieś na Ukrainie. Należy do rejonu radziechowskiego w obwodzie lwowskim i liczy 320 mieszkańców. Była zrośnięta z przylegającą od strony północnej Romanówką, którą z czasem wchłonęła.
Za II Rzeczypospolitej do 1934 roku wieś stanowiła samodzielną gminę jednostkową w powiecie radziechowskim w woj. tarnopolskim. W związku z reformą scaleniową została 1 sierpnia 1934 roku włączona do nowo utworzonej wiejskiej gminy zbiorowej Stojanów w tymże powiecie i województwie. Po wojnie wieś weszła w struktury administracyjne Związku Radzieckiego.